# Кудзі (Івате)

40°11′25″ пн. ш. 141°46′31″ сх. д. / 40.19028° пн. ш. 141.77528° сх. д.
Ку́дзі (яп. 久慈市, くじし, МФА: [kud͡ʑi ɕi̥]) — місто в Японії, в префектурі Івате.

## Короткі відомості
Розташоване в північно-східній частині префектури, на березі Тихого океану. Виникло на основі портового містечка раннього нового часу та гірничого поселення, що спеціалізувалося на видобутку залізної руди. Отримало статус міста 3 листопада 1954 року. Основою економіки є рибальство, сільське господарство, суднобудування. Місто є найпівнічнішим центром діяльності професійних японських пірнальниць. Станом на 1 жовтня 2007 площа міста становила 623,14 км². Станом на 1 вересня 2008 населення міста становило 37 474 осіб.